# Monotagma rhodanthum
Monotagma rhodanthum är en strimbladsväxtart som beskrevs av Bassett Maguire och John Julius Wurdack. Monotagma rhodanthum ingår i släktet Monotagma och familjen strimbladsväxter. Inga underarter finns listade.